# Xã Henderson, Quận Sibley, Minnesota
Xã Henderson (tiếng Anh: Henderson Township) là một xã thuộc quận Sibley, tiểu bang Minnesota, Hoa Kỳ. Năm 2010, dân số của xã này là 728 người.